# Hitlers Ziege und die Hämorrhoiden des Königs
Hitlers Ziege und die Hämorrhoiden des Königs ist ein Theaterstück von Rosa von Praunheim, das 2020 in den Kammerspielen des  Deutschen Theaters in Berlin uraufgeführt und dort über mehrere Spielzeiten hinweg gezeigt wurde. Von Praunheim bezog das Ensemble in die Regie mit ein.

## Handlung
Die zwei Hauptdarsteller, Božidar Kocevski und  Heiner Bomhard, spielen in dieser politischen Farce ein fiktives Treffen zwischen Adolf Hitler und Friedrich dem Großen. Irritationen und Verwirrungen, aber auch Ähnlichkeiten und Gemeinsamkeiten, Hass und Größenwahn, Peinlichkeiten und Situationskomik prägen die Gespräche und Szenen zwischen den beiden Herrschern, die auch die Frage aufwerfen, was aus der Zukunft Deutschlands werden soll.

## Weitere Inszenierungen
- 2023: Am Theater Altenburg Gera unter der Regie von Damian Popp[2]
- 2023: Am Landestheater Tübingen unter der Regie von Thorsten Weckherlin[3]

## Notizen
Der Titel des Stücks spielt auf das Hämorrhoidenleiden Friedrichs des Großen an und auf das Gerücht, dass Hitlers Genitalien im Kindesalter durch einen Ziegenbiss verstümmelt worden seien. 
Von Praunheim setzte nach seinem Stück Jeder Idiot hat eine Oma, nur ich nicht (2018) mit Hitlers Ziege und die Hämorrhoiden des Königs seinen Erfolg am Deutschen Theater Berlin fort. Die Inszenierung wurde 2019 von einer Jury unter der Leitung von Dea Loher zu den Autorentheatertagen eingeladen. 
Die Inszenierung von Damian Popp wurde 2024 von einer Jury unter der Leitung von Dagmar Borrmann für die Woche junger Schauspielerinnen und Schauspieler im Parktheater Bensheim ausgewählt, die unter anderem von der Deutschen Akademie der Darstellenden Künste und dem Land Hessen veranstaltet wurde.

## Rezeption
Die Kritiken lobten das Stück überwiegend als gelungene Farce. Der Freitag kommentierte: „Scharfzüngig und böse, grell und komisch.“ Im Radio Eins war zu hören: „Eine politische Farce – wild, böse, bunt, komisch und mit Musik – ganz Praunheim-like also […].“ Die Berliner Zeitung schlug ebenfalls in diese Richtung ein: „Der Titel lautet Hitlers Ziege und die Hämorrhoiden des Königs und verspricht nicht zu wenig. Es geht in beschwingter Weise und mit viel Musik um verwirrende sexuelle Praktiken, Massenmord, Political Correctness und eine ergreifende Liebesgeschichte zwischen Adonis und einer alten Ziege.“ Die Rezensionen setzten sich auch inhaltlich mit dem Stück auseinander: „Ein sehr intelligentes Stück. […] Die politische Farce lebt von der engen Zusammenarbeit Rosa von Praunheims mit den beiden Darstellern Heiner Bomhard und Božidar Kocevski […]. Dabei zeigt der Autor und Regisseur diese ‚bösen Schwulen‘ mit einer erstaunlichen Fähigkeit, nicht zu werten. Indem er die realen (historischen) Gräuel der Personen mit ihren – vielleicht nicht minder realen – skurriken sexuellen Vorlieben kontrastiert, entwaffnet er sie auf geniale Art und Weise.“ (Theaterkritiken Berlin) Die Berliner Morgenpost nahm vor allem Bezug auf die aktuelle politische Lage: „Hitlers Ziege, eins der drei Gewinnerstücke bei den Autorentheatertagen 2020, ist aber nicht nur eine ausgelassene Austreibung ewiggestrigen Gedankenguts. Mit Wehret-den-Anfängen-Gestus geht es Praunheim vor allem um den neuen nationalistischen Spuk. Und namentlich die AfD, die hier permanent ihr Fett wegkriegt. Und ein bissiges Kampflied, das immer wieder angestimmt wird: ‚AfD, AfD, Arschlöcher für Deutschland‘. Die Partei hetzt gern, unter anderem gegen die Schwulen und subventioniertes ‚Gesinnungstheater‘. Praunheim rächt sich – mit einem wirklichen Gesinnungsstück, das den ganzen Nazi-Scheiß pointenreich ins besagte Klosett spült.“ Die Zeitschrift tip resümierte: „Gemeinsam mit zwei spiel- und singwütigen Darstellern bringt der Autor das Stück in Eigenregie zur Uraufführung. Scharfzüngig und böse, grell und komisch.“ Einig waren sich die vielen Kritiker, dass es vom Deutschen Theater Berlin mutig sei, sich für ungewohnte und neue Ausdrucksformen auf seiner Bühne zu öffnen, die durchaus polarisieren können und auch Ablehnung bei einigen Kritikern fanden.

## Auszeichnungen
- 2019: Jury-Award der Autorentheatertage am Deutschen Theater Berlin[11]